# Дафне Схиперс
Дафне Схиперс  (хол. Dafne Schippers; Утрехт, 15. јун 1992) холандска је атлетичарка, чија су специјалност вишебоји (седмобој, петобој), спринтерске дисциплине и трке са препонама. Актуелна је светска првакиња на 200 метара, а такође је и европска првакиња на 100 и 200 метара.
Као јуниорка освојила је многе националне титуле, а 2009, као седамнаестогодишњакиња, први пут је постала првак у сениорској конкуренцији. Годину дана касније освојила је златну медаљу у седмобоју на Светском јуниорском првенству у атлетици 2010. у Монктону у Канади. Она је у историји холандске јуниорске и сениорске атлетике први спортиста или спортисткиња која је освојила светско првенство. Успех је поновила и на Европском првенству за јуниоре 2011.
Дафне Схиперс била је члан холандске олимпијске екипе на Олимпијским играма у Лондону 2012. године. Такмичила се у седмобоју где је у дисциплини трчања на 200 метара била најбоља, где је на крају заузела 12 место. Трчала је и са холандском штафетом 4 х 100 метара, где су биле шесте.
На Светском првенству у Пекингу 2015. године освојила је сребро у трци на 100 метара, поставивши национални рекорд од 10,81 секунде, док је у трци на 200 метара освојила златну медаљу са временом од 21,63 секунде, што је рекорд светских првенстава и европски рекорд. Ово је уједно и трећи резултат свих времена. На Олимпијским играма у Рију освојила је сребрну медаљу на 200 метара.

## Значајнији резултати
| Год.  | Такмичење                           | Место                        | Пласман   | Дисциплина | Резултат      | Бел.                                       |
| ----- | ----------------------------------- | ---------------------------- | --------- | ---------- | ------------- | ------------------------------------------ |
| 2009  | Европско првенство за јуниоре       | Нови Сад, Србија             | 4         | седмобој   | 5.507 б.      |                                            |
| 2010. | Светско првенство за јуниоре        | Монктон, Канада              |           | седмобој   | 5.967 б.      |                                            |
| 2010. | Светско првенство за јуниоре        | Монктон, Канада              |           | 4 х 100 м  | 44,09         | НЈР                                        |
| 2011. | Европско првенство у дворани        | Париз, Француска             | 11        | 60 м       | 7,30          |                                            |
| 2011. | Европско првенство за јуниоре       | Талин, Естонија              |           | седмобој   | 6.153 б.      |                                            |
| 2011. | Светско првенство на отвореном      | Тегу, Јужна Кореја           | 9         | 200 м      | 22,92         |                                            |
| 2011. | Светско првенство на отвореном      | Тегу, Јужна Кореја           | 8         | 4 x 100 м  | 43,44         | НР                                         |
| 2012. | Светско првенство у дворани         | Истанбул, Трска              | 10        | 60 м       | 7,25          |                                            |
| 2012. | Европско првенство на отвореном     | Хелсинки, Финска             | 5         | 200 м      | 23,53         |                                            |
| 2012. | Европско првенство на отвореном     | Хелсинки, Финска             |           | 4 x 100 м  | 42,80         | НР                                         |
| 2012. | Олимпијске игре                     | Лондон, Уједињено Краљевство | 6         | 4 x 100 м  | 42,70         |                                            |
| 2012. | Олимпијске игре                     | Лондон, Уједињено Краљевство | 12        | седмобој   | 6.324 б       |                                            |
| 2013. | Европско првенство у дворани        | Гетеборг Шведска             | 4         | 60 м       | 7,14          |                                            |
| 2013. | Европско првенство за млађе сениоре | Тампере, Финска              |           | 100 м      | 11,13         |                                            |
| 2013. | Европско првенство за млађе сениоре | Тампере, Финска              | 4.        | 4 х 100 м  | 44,18         |                                            |
| 2013. | Европско првенство за млађе сениоре | Тампере, Финска              |           | скок удаљ  | 6,59          |                                            |
| 2013. | Светско првенство                   | Москва, Русија               |           | седмобој   | 6.477 бод. НР | Архивирано на веб-сајту (1. новембар 2013) |
| 2014. | Светско првенство у дворани         | Истанбул, Трска              | 10        | 60 м       | 7,18          |                                            |
| 2014. | Европско првенство на отвореном     | Цирих, Швајцарска            |           | 100 м      | 11,12         |                                            |
| 2014. | Европско првенство на отвореном     | Цирих, Швајцарска            |           | 200 м      | 22,03         | НР                                         |
| 2015. | Европско првенство у дворани        | Праг Чешка                   |           | 60 м       | 7,05          | СРС, ЛР                                    |
| 2015. | Светско првенство                   | Пекинг, Кина                 |           | 200 м      | 21,63         | НР, РСП, ЕР                                |
| 2015. | Светско првенство                   | Пекинг, Кина                 |           | 100 м      | 10,81         | НР                                         |
| 2016. | Светско првенство у дворани         | Портланду САД                |           | 60 м       | 7,04          |                                            |
| 2016. | Европско првенство                  | Амстердам Холандија          |           | 100 м      | 10,90         |                                            |
| 2016. | Европско првенство                  | Амстердам Холандија          | 4 х 100 м | 42,04      | НР            |                                            |

## Лични рекорди
Стање 28. август 2015.
на отвореном
- 100 метара – 10,81 (Пекинг 2015) НР
- 200 метара – 21,63 (Пекинг 2015) НР, РСП, ЕП
- 800 метара – 2:08,59 (Гецис 2014)
- 100 м препоне – 13,13 (-1,2) (Гецис 2014)
- Скок увис – 1,80 (Лондон 2012)
- Скок удаљ – 6,78 (+0,0) (Амстердам 2014) НР
- Бацање кугле – 13,89 (Гецис 2011)
- Бацање копља – 41,47 (Москва 2013)
- Седмобој – 6.545 (Гецис 2014) НР
- 4 х 100 м – 42,40 (Лозана 2014) НР

у дворани
- 60 метара – 7,05 (Праг 2015)
- 60 м препоне – 8,18 (Апелдорн 2012)
- Скок увис - 1,74 (Дортмунд 2009)
- Бацање кугле – 13,91 м (Апелдорн 2012)
- Скок удаљ – 6,48 м (Апелдорн 2015)